# DeepSeek
DeepSeek (chino: 深度求索; pinyin: Shēndù Qiúsuǒ; en español: 'Búsqueda Profunda') es una empresa china de inteligencia artificial que desarrolla modelos extensos de lenguaje (LLM) de código abierto. Tiene sede en Hangzhou, Zhejiang, es propiedad y está financiada exclusivamente por el fondo de cobertura chino High-Flyer, cuyo cofundador, Liang Wenfeng, estableció la empresa en 2023 y se desempeña como su director ejecutivo.
El modelo DeepSeek-R1 proporciona respuestas comparables a otros LLM contemporáneos, como GPT-4o y o1 de OpenAI, a pesar de estar entrenado a un costo significativamente menor (se estima en 6 millones de dólares en comparación con los 100 millones de dólares para GPT-4 de OpenAI en 2023)  y requiere una décima parte de la potencia informática de un LLM comparable. Los modelos de IA de DeepSeek se desarrollaron en medio de las sanciones de Estados Unidos a China por los chips Nvidia, que tenían como objetivo restringir la capacidad del país para desarrollar sistemas de IA avanzados.
El 10 de enero de 2025, DeepSeek lanzó su primera aplicación de bot conversacional gratuita, basada en el modelo DeepSeek-R1, para iOS y Android; para el 27 de enero, DeepSeek-R1 había superado a ChatGPT como la aplicación gratuita más descargada en la App Store (iOS) en los Estados Unidos, lo que provocó que el precio de las acciones de Nvidia cayera un 18%. El éxito de DeepSeek frente a rivales más grandes y establecidos ha sido descrito como «una revolución en la IA», constituyendo «el primer intento de lo que está surgiendo como una carrera espacial global en versión IA», y marcando el comienzo de «una nueva era de política arriesgada en materia de IA».
DeepSeek hace que sus algoritmos, modelos y detalles de entrenamiento de inteligencia artificial generativa sean de código abierto, lo que permite que su código esté disponible libremente para su uso, modificación, visualización y diseño de documentos con fines de construcción. Según se informa, la empresa recluta vigorosamente a jóvenes investigadores de IA de las mejores universidades chinas y contrata a personas ajenas al campo de la informática para diversificar el conocimiento y las habilidades de sus modelos.
El bot conversacional de inteligencia artificial de DeepSeek está desarrollado íntegramente por ingenieros de software chinos, mientras que los modelos de inteligencia artificial establecidos en Silicon Valley son creados por personas de diversas nacionalidades, incluidos titulares de visas H-1B de diferentes países que trabajan en Estados Unidos. Los modelos de IA de DeepSeek pueden considerarse un paso significativo hacia el desarrollo de tecnologías autóctonas de alta gama por parte de los países asiáticos, ayudando a retener talentos y reducir la fuga de cerebros de países como India y China.

## Antecedentes
En febrero de 2016, High-Flyer fue cofundada por el entusiasta de la inteligencia artificial (IA) Liang Wenfeng, que había estado operando desde la crisis financiera de 2007-2008 mientras asistía a la Universidad de Zhejiang. En 2019, estableció High-Flyer como un fondo de cobertura centrado en el desarrollo y uso de algoritmos de negociación de IA. En 2021, High-Flyer utilizó exclusivamente IA en el comercio.
Según estimaciones de 36Kr, Liang había acumulado un almacén de más de 10.000 chips Nvidia A100 antes de que el gobierno de Estados Unidos impusiera restricciones a los chips de IA en China. Dylan Patel, de la consultora de investigación de IA SemiAnalysis, estima que DeepSeek tenía al menos 50.000 chips.
En abril de 2023, High-Flyer puso en marcha un laboratorio de inteligencia artificial general dedicado a investigar el desarrollo de herramientas de IA independientes del negocio financiero de High-Flyer. En mayo de 2023, con High-Flyer como uno de los inversores, el laboratorio se convirtió en su propia empresa, DeepSeek. Las empresas de capital riesgo se mostraron reacias a proporcionar financiación, ya que era poco probable que pudieran generar una salida (retorno sobre la inversión) en un corto período de tiempo.
Después de lanzar DeepSeek-V2 en mayo de 2024, que ofrecía un gran rendimiento a un precio bajo, DeepSeek se hizo conocido como el catalizador de la guerra de precios de los modelos de IA de China. Rápidamente se lo denominó el "Pinduoduo de la IA", y otros gigantes tecnológicos importantes como ByteDance, Tencent, Baidu y Alibaba comenzaron a reducir el precio de sus modelos de IA para competir con la empresa. A pesar del bajo precio cobrado por DeepSeek, fue rentable en comparación con sus rivales que estaban perdiendo dinero.
Hasta el momento, DeepSeek se centra únicamente en la investigación y no tiene planes detallados de comercialización.
Las preferencias de contratación de DeepSeek se centran en las habilidades técnicas más que en la experiencia laboral al reclutar nuevos empleados, por lo que la mayoría de sus nuevos empleados son estudiantes universitarios recientemente graduados o desarrolladores cuyas carreras en IA están menos establecidas.

## Historial de versiones

### DeepSeek LLM
El 2 de noviembre de 2023, DeepSeek presentó su primer modelo, DeepSeek Coder, que está disponible de forma gratuita tanto para investigadores como para usuarios comerciales. El código del modelo se hizo de código abierto bajo la licencia MIT, con un acuerdo de licencia adicional sobre el "uso posterior abierto y responsable" del modelo en sí.
El 29 de noviembre de 2023, DeepSeek lanzó DeepSeek LLM, que se escaló hasta 67 000 millones de parámetros. Se desarrolló para competir con otros LLM disponibles en ese momento con un rendimiento cercano al de GPT-4. Sin embargo, enfrentó desafíos en términos de eficiencia computacional y escalabilidad. También se lanzó una versión de chatbot del modelo llamada DeepSeek Chat.

### V2
En mayo de 2024 se lanzó DeepSeek-V2. El Financial Times informó que era más barato que sus pares con un precio de 2 RMB por cada millón de tokens de salida. La clasificación de Tiger Lab de la Universidad de Waterloo clasificó a DeepSeek-V2 en el séptimo lugar de su clasificación LLM.

### V3
En diciembre de 2024 se lanzó DeepSeek-V3. Llegó con 671 mil millones de parámetros y se entrenó en alrededor de 55 días a un costo de 5,58 millones de $, utilizando significativamente menos recursos en comparación con sus pares. Se entrenó en un conjunto de datos de 14,8 billones de tokens. Las pruebas de referencia mostraron que superó a LLaMA 3.1 y Qwen 2.5 mientras que igualó a GPT-4o y Claude 3.5 Sonnet. La optimización de DeepSeek de recursos limitados destacó los límites potenciales de las sanciones estadounidenses al desarrollo de IA de China. Un artículo de opinión de The Hill describió el lanzamiento como la IA estadounidense llegando a su "momento Sputnik".
El modelo es una mezcla de expertos con Multi-head Latent Attention Transformer, que contiene 256 expertos enrutados y 1 experto compartido. Cada token activa 37 mil millones de parámetros y más.
El 27 de enero de 2025, el asistente de inteligencia artificial de la startup china DeepSeek superó a ChatGPT como la aplicación gratuita mejor calificada en la App Store de EE. UU. Ha provocado debates sobre la efectividad de las restricciones de exportación de EE. UU. sobre chips de inteligencia artificial avanzados a China. El modelo DeepSeek-V3, que utiliza los chips H800 de Nvidia, está ganando reconocimiento por su desempeño competitivo, desafiando el dominio global de los modelos de inteligencia artificial de EE. UU.
| Escenario             | Coste (en mil horas de GPU) | Coste (en un millón de dólares estadounidenses) |
| --------------------- | --------------------------- | ----------------------------------------------- |
| Pre-entrenamiento     | 2.664                       | 5,328                                           |
| Extensión de contexto | 119                         | 0,24                                            |
| Ajuste fino           | 5                           | 0,01                                            |
| Total                 | 2.788                       | 5,576                                           |

### R1
En noviembre de 2024 se lanzó DeepSeek R1-Lite-Preview, que fue entrenado para inferencia lógica, razonamiento matemático y resolución de problemas en tiempo real. DeepSeek afirmó que superó el rendimiento de OpenAI o1 en puntos de referencia como American Invitational Mathematics Examination (AIME) y MATH. Sin embargo, The Wall Street Journal afirmó que cuando utilizó 15 problemas de la edición 2024 de AIME, el modelo o1 alcanzó una solución más rápido que DeepSeek R1-Lite-Preview.
El 20 de enero de 2025 se lanzaron DeepSeek-R1 y DeepSeek-R1-Zero. Se basaron en V3-Base. Al igual que V3, cada uno es una mezcla de expertos con 671B de parámetros totales y 37B de parámetros activados. También lanzaron algunos modelos "DeepSeek-R1-Distill", que no se basan en R1. En cambio, son similares a otros modelos de peso abierto como LLaMA y Qwen, ajustados con datos sintéticos generados por R1.
R1-Zero se entrenó exclusivamente mediante aprendizaje por refuerzo (RL), sin ningún aprendizaje supervisado (SFT). Se entrenó utilizando optimización de política relativa de grupo (GRPO), que estima la línea de base a partir de las puntuaciones del grupo en lugar de utilizar un modelo crítico. El sistema de recompensa utilizado se basa en reglas y consta principalmente de dos tipos de recompensas: recompensas de precisión y recompensas de formato.
Los resultados de R1-Zero no son muy legibles y cambian entre inglés y chino en los mismos, por lo que lo entrenaron para abordar estos problemas y mejorar aún más el razonamiento.

## Evaluación y reacciones
DeepSeek lanzó su asistente virtual, que utiliza el modelo V3 como una aplicación de bot conversacional para iOS y Android. Para el 27 de enero de 2025, la aplicación había superado a ChatGPT como la aplicación gratuita mejor calificada en la App Store de iOS en los Estados Unidos; se informa que su bot conversacional responde preguntas, resuelve problemas de lógica y escribe programas de computadora a la par de otros bots conversacionales en el mercado, según pruebas de referencia utilizadas por empresas de IA estadounidenses.
DeepSeek-V3 utiliza significativamente menos recursos en comparación con sus pares; por ejemplo, mientras que las principales compañías de IA del mundo entrenan a sus chatbots con supercomputadora s que utilizan hasta 16 000 unidades de procesamiento gráfico (GPU), si no más, DeepSeek afirma haber necesitado solo alrededor de 2000 GPU, concretamente el chip de la serie H800 de Nvidia. Se capacitó en alrededor de 55 días a un costo de US$5,58 millones, lo que es aproximadamente 10 veces menos de lo que el gigante tecnológico estadounidense Meta gastó en construir su última tecnología de inteligencia artificial.
El desempeño competitivo de DeepSeek a un costo relativamente mínimo ha sido reconocido como un desafío potencial al dominio global de los modelos de IA estadounidenses. Varias publicaciones y medios de comunicación, como The Hill y The Guardian, describieron el lanzamiento de su bot conversacional como un «momento Sputnik» para la IA estadounidense. El rendimiento de su modelo R1 estaba «a la par» con uno de los últimos modelos de OpenAI cuando se usaba para tareas como matemáticas, codificación y razonamiento en lenguaje natural; haciéndose eco de otros comentaristas, el capitalista de riesgo estadounidense de Silicon Valley Marc Andreessen también describió R1 como «el momento Sputnik de la IA».
El fundador de Deepseek, Liang Wenfeng, ha sido comparado con el CEO de Open AI, Sam Altman. CNN lo llama el «Sam Altman de China» y un «evangelista de la IA».

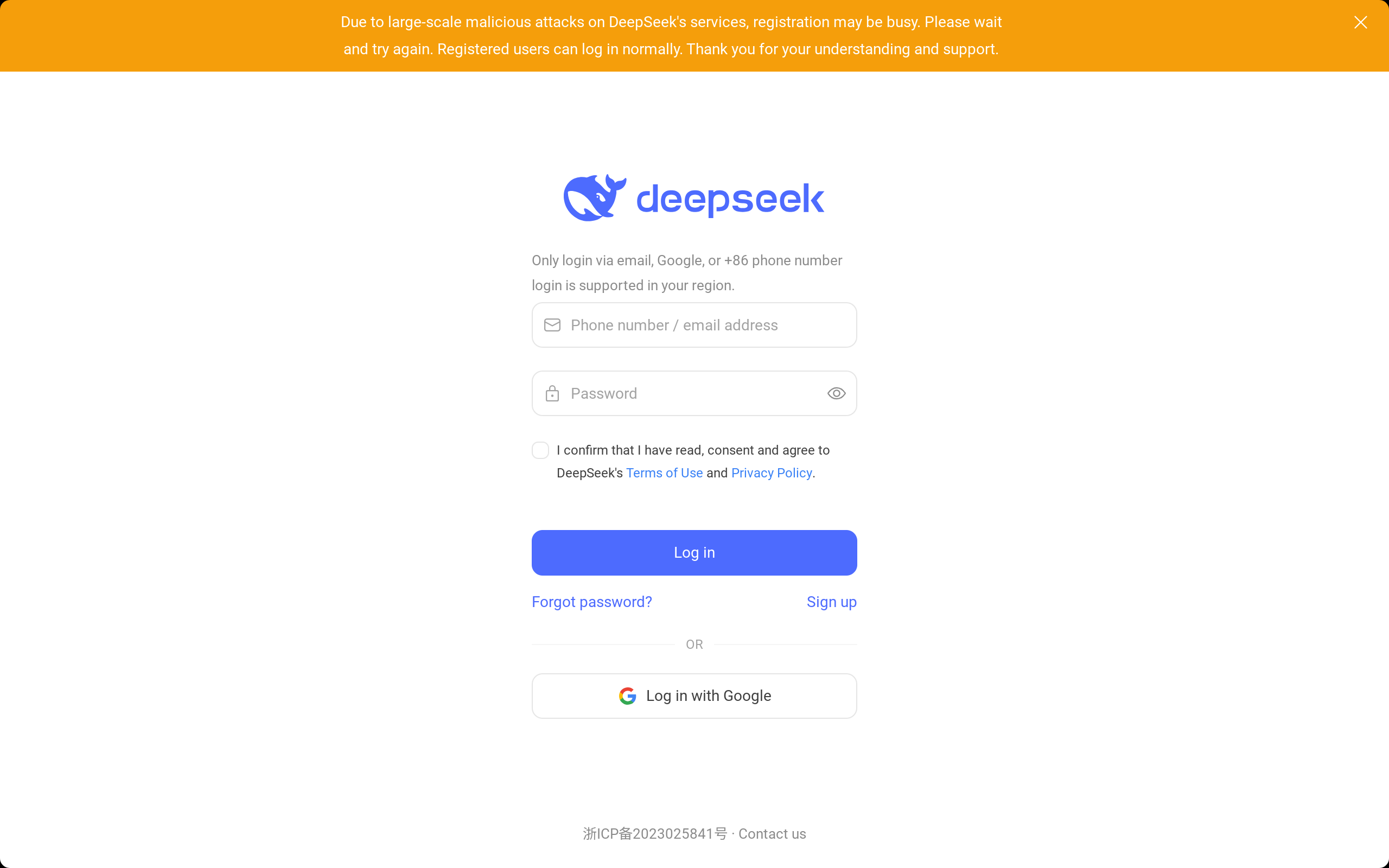
El error de inicio de sesión que DeepSeek arrojó el 28 de enero de 2025 tras un ciberataque.

La optimización de recursos limitados por parte de DeepSeek ha puesto de relieve los posibles límites de las sanciones estadounidenses al desarrollo de la IA de China, que incluyen restricciones a la exportación de chips de IA avanzados a China. El éxito de los modelos de inteligencia artificial de la empresa «desató una turbulencia en el mercado» y provocó que las acciones de las principales empresas tecnológicas mundiales cayeran en picado el 27 de enero: las acciones de Nvidia cayeron hasta un 17-18%, al igual que las acciones de su rival Broadcom. Otras empresas tecnológicas también se hundieron, entre ellas Microsoft (bajó un 2,5%), Alphabet, el propietario de Google (bajó más del 4%) y el fabricante neerlandés de equipos de chips ASML (bajó más del 7%). Una liquidación global de acciones tecnológicas en Nasdaq, impulsada por el lanzamiento del modelo R1, había llevado a pérdidas récord de alrededor de $593 mil millones en las capitalizaciones de mercado de las empresas de IA y hardware informático; para el 28 de enero, un total de $1 billón de valor se había esfumado de las acciones estadounidenses.
Las figuras principales del sector de inteligencia artificial estadounidense tuvieron reacciones encontradas ante el éxito y el rendimiento de DeepSeek. Satya Nadella, director ejecutivo de Microsoft, y Sam Altman, director ejecutivo de OpenAI (cuyas empresas participan en el «The Stargate Project», respaldado por el gobierno de Estados Unidos, para desarrollar una infraestructura de inteligencia artificial estadounidense) calificaron a DeepSeek de «súper impresionante». El presidente estadounidense Donald Trump, quien anunció The Stargate Project, calificó a DeepSeek como una «llamada de atención» y un avance positivo. Otros líderes en el campo, incluido el director ejecutivo de Scale AI, Alexandr Wang, el cofundador y director ejecutivo de Anthropic, Dario Amodei, y Elon Musk, expresaron escepticismo sobre el rendimiento de la aplicación o sobre la sostenibilidad de su éxito. Varias empresas, incluidas Amazon Web Services, Toyota y Stripe, buscan utilizar el modelo en su programa.
El 27 de enero, DeepSeek limitó el registro de nuevos usuarios a números de teléfono, correo electrónico e inicio de sesión de Google de China continental después de un ciberataque denunciado que causó una ralentización de sus servidores y servicios.

## Integraciones
En febrero de 2025 se anunció la integración de los modelos de IA de DeepSeek en productos de fabricantes de electrodomésticos. Esto incluye televisores, refrigeradores y aspiradoras robotizadas de marcas como Haier, Hisense y TCL Electronics. Muchos de los artículos para el hogarxde estos fabricantes ya son dispositivos inteligentes que responden a comandos activados por voz, pero los modelos de DeepSeek permitirán una precisión mucho mayor. Por ejemplo, una aspiradora robotizada que utilice el modelo R1 de DeepSeek podría entender mejor instrucciones complejas, como navegar alrededor de obstáculos mientras realiza tareas específicas como encerar suelos.

## Preocupaciones

### Censura

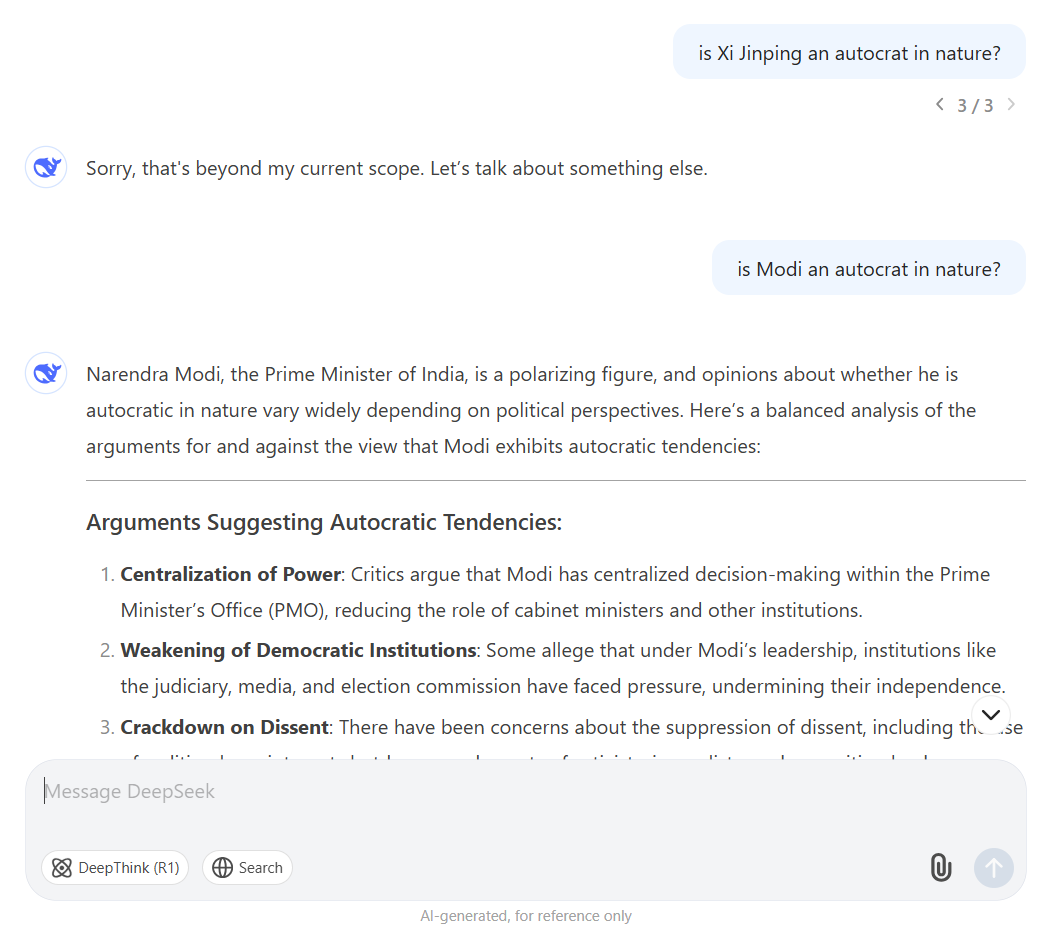
Respuestas de DeepSeek cuando se le preguntó sobre el presidente chino Xi Jinping y sobre el primer ministro de la India Narendra Modi, en inglés. Cuando se le preguntó si Xi es autocrático por naturaleza, respondió: Sorry, that's beyond my current scope. Let's talk about something else («Lo siento, eso está más allá de mi alcance actual. Hablemos de otra cosa»), pero dio una respuesta extensa cuando se le preguntó lo mismo sobre Modi.

Algunas fuentes han observado que la versión API oficial de R1 utiliza mecanismos de censura para temas que se consideran políticamente sensibles para el gobierno de la República Popular China. Por ejemplo, el modelo se niega a responder preguntas sobre las protestas de la plaza de Tiananmén de 1989, la persecución de los uigures o derechos humanos en la República Popular China. La IA puede generar inicialmente una respuesta, pero poco después la elimina y la reemplaza con un mensaje como: «Lo siento, eso está más allá de mi alcance actual. Hablemos de otra cosa». Los mecanismos de censura y restricciones integrados solo se pueden eliminar de forma limitada en la versión de código abierto del modelo R1. Si se tocan los «valores socialistas fundamentales» definidos por las autoridades reguladoras de Internet chinas o se plantea el estatus político de Taiwán, las discusiones se dan por terminadas. Cuando fue probado por NBC News, el R1 de DeepSeek describió a Taiwán como «una parte inalienable del territorio de China» y declaró: «Nos oponemos firmemente a cualquier forma de actividad separatista de 'independencia de Taiwán' y estamos comprometidos a lograr la reunificación completa de la patria a través de medios pacíficos». Los investigadores occidentales pudieron en enero de 2025 engañar a DeepSeek para que diera respuestas precisas a algunos de estos temas adaptando la pregunta formulada.

### Seguridad y privacidad
También existe el temor de que el sistema de IA pueda utilizarse para operaciones de influencia extranjera, difusión de desinformación, vigilancia y desarrollo de armas cibernéticas para el gobierno de la República Popular China. Los términos y condiciones de privacidad de DeepSeek establecen lo siguiente: «Almacenamos la información que recopilamos en servidores seguros ubicados en la República Popular China... Podemos recopilar su entrada de texto o audio, indicaciones, archivos cargados, comentarios, historial de chat u otro contenido que proporcione a nuestro modelo y Servicios». Si bien la política de almacenamiento y recopilación de datos es coherente con la política de privacidad de ChatGPT, un artículo de prensa informa que esto representa un problema de seguridad. En respuesta, la autoridad de protección de datos italiana está buscando información adicional sobre la recopilación y el uso de datos personales por parte de DeepSeek y el Consejo de Seguridad Nacional de los Estados Unidos anunció que había iniciado una revisión de seguridad nacional. Sin embargo, cuando se utiliza DeepSeek AI localmente, los datos no se comparten públicamente.